# زونگ کینگهوا
زونگ کینگهوا (به چینی: 宗庆后) (زاده ۱۹۴۵) کارآفرین، سرمایه‌دار و مدیر ارشد اجرایی چینی است، که در سال ۱۹۸۷ گروه هانگژو واهاها را تأسیس نمود.
کینگهوا در ماه مارس ۲۰۱۴ با دارایی خالص ۱۲٫۳ میلیارد دلار از سوی مجله فوربز به‌عنوان دومین فرد ثروتمند چین شناخته شد.